# Земля Элсуэрта
Земля́ Э́лсуэрта, Земля Элсуорта (англ. Ellsworth Land) — территория в западной части Антарктиды (между 62° и 102° з. д., к западу от шельфового ледника Ронне и к югу от моря Беллинсгаузена — части Тихого океана на юго-запад от мыса Горн — и от Антарктического полуострова). Возвышенность, полностью покрытая льдом; здесь находятся также вершины горной цепи Элсуорт и некоторых более мелких. На окраине Земли Элсуэрта, на границе с Землёй Мэри Бэрд, под трёхкилометровым слоем льда находится впадина Бентли, самая глубокая депрессия в мире.
Территория названа в честь американского исследователя Линкольна Элсуорта, который над этим участком осуществил в 1935 году перелёт с острова Данди на шельфовый ледник Росса.
На часть территории претендует Чили. Ранее на эту территорию от Территории Росса до Британской Антарктической Территории претендовала Япония (от 80° западной долготы до 150° западной долготы).